# Glavica (gmina Paraćin)
Glavica (cyr. Главица) – wieś w Serbii, w okręgu pomorawskim, w gminie Paraćin. W 2011 roku liczyła 1075 mieszkańców.